# 欧努瓦
欧努瓦（法語：Aulnoy，法語發音：[o(l)nwa] ⓘ）是法国塞纳-马恩省的一个市镇，属于莫城区。

## 地理
欧努瓦（48°50'27"N, 3°5'45"E）面积14.25 平方千米，位于法国法蘭西島大區塞纳-马恩省，该省份为法国北部内陆省份，北起瓦兹省，西接埃松省、马恩河谷省、塞纳-圣但尼省和瓦兹河谷省，南至卢瓦雷省，东南接约讷省，东临马恩省和奥布省，东北接埃纳省。
与欧努瓦接壤的市镇（或旧市镇、城区）包括：圣日耳曼苏杜、布瓦西勒沙泰勒、庫洛米耶、日尔穆捷、茹阿爾、穆鲁。

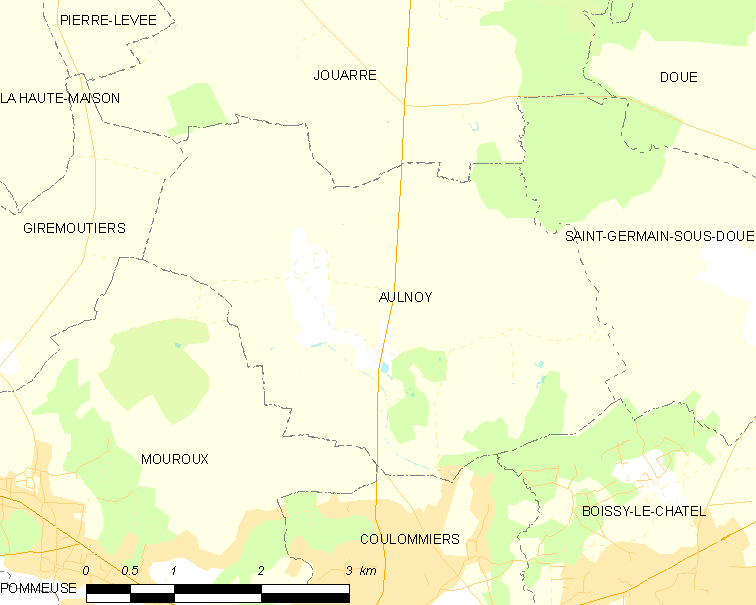
欧努瓦的OSM定位图

欧努瓦的时区为UTC+01:00、UTC+02:00（夏令时）。

## 行政
欧努瓦的邮政编码为77120，INSEE市镇编码为77013。

## 政治
欧努瓦所属的省级选区为库洛米耶县。

## 人口

1962-2008年间欧努瓦人口变化图示

欧努瓦于2022年1月1日时的人口数量为363人。